# Миланич, Дарко
Да́рко Мила́нич (словен. Darko Milanič; род. 18 декабря 1967, Изола) — словенский футболист, защитник; тренер. Капитан сборной Словении на Евро 2000. Чемпион Югославии, двукратный чемпион Австрии. В качестве тренера 6 раз побеждал в чемпионате Словении.

## Клубная карьера
Спортивную карьеру Дарко начал выступая за молодёжную команду клуба «Изола» из своего родного города.
В 1986 году Миланич перешёл в белградский «Партизан», за который выступал на протяжении семи лет и выиграл два Кубка Югославии. Всего в составе «Партизана» сыграл 104 матчей и забил 2 мяча. В 1993 году перешёл в австрийский «Штурм», за который выступал до конца своей карьеры игрока. В общей сложности за семь лет выступлений в составе австрийского клуба Дарко выиграл 8 трофеев, сыграл 189 матчей и забил 9 мячей.

## Международная карьера
В сборной Югославии дебютировал 8 августа 1991 года в матче против сборной Чехословакии (0:0). После распада Югославии Миланич начал выступать за сборную Словении, первый матч за которую сыграл 7 ноября 1992 года против команды Кипра (1:1). Капитан сборной Словении на Евро 2000. Всего Дарко сыграл 5 матчей за сборную Югославии и 42 за сборную Словении.

## Тренерская карьера
Свою тренерскую карьеру Миланич начал там же, где и карьеру игрока, — у себя на родине, в «Изоле». После этого был главным тренером
«Приморья» и помощником в «Штурме». В сезоне 2007/08 тренировал «Горицу». С 2008 по 2013 год являлся главным тренером «Марибора», а в июне 2013 возглавил австрийский «Штурм» уже в качестве полноправного менеджера.
В сентябре 2014 года Миланич был назначен на пост главного тренера «Лидса», став первым иностранным тренером в истории клуба. Однако был уволен спустя месяц после того, как в шести последних матчах набрал три очка из 18 возможных. После этого Миланич вернулся в «Марибор», с которым выиграл ещё два чемпионата и один Кубок Словении. В 2020 году перебрался в «Слован» из Братиславы. В мае 2021 года за два тура до конца сезона покинул команду после серии неудачных матчей, несмотря на лидерство в турнирной таблице и выход в финал кубка. Уже после отставки Миланича команда выиграла золотой дубль. Летом 2021 года возглавил кипрский «Пафос».

## Достижения

### Игрок
«Партизан»
- Чемпион Югославии (1): 1986/87
- Обладатель Кубка Югославии (2): 1987, 1992

«Штурм»
- Чемпион Австрии (2): 1997/98, 1998/99
- Обладатель Кубка Австрии (3): 1995/96, 1996/97, 1998/99
- Обладатель Суперкубка Австрии (3): 1996, 1998, 1999

### Тренер
«Марибор»
- Чемпион Словении (6): 2008/09, 2010/11, 2011/12, 2012/13, 2016/17, 2018/19
- Обладатель Кубка Словении (4): 2009/10, 2010/11, 2012/13, 2015/16
- Обладатель Суперкубка Словении (2): 2009, 2012